# (34206) Zhiyuewang
2000 QM60 (asteroide 34206) é um asteroide da cintura principal. Possui uma excentricidade de 0.05839580 e uma inclinação de 3.09635º.
Este asteroide foi descoberto no dia 26 de agosto de 2000 por LINEAR em Socorro.